# Ptilosarcus undulatus
Ptilosarcus undulatus is een Pennatulaceasoort uit de familie van de Pennatulidae. De wetenschappelijke naam van de soort is voor het eerst geldig gepubliceerd in 1865 door Verrill.